# アマンダ (ボストンの曲)
アマンダ (Amanda) は、ロックバンドであるボストンが1986年に発表したパワー・バラードである。

## 解説
作詞作曲はトム・ショルツ。ボストンは1978年にセカンド・アルバム『ドント・ルック・バック』を発表した後、契約していたエピック・レコードとの法廷闘争に入り活動を停止した。ショルツは1980年にブラッド・デルプとこの曲をレコーディングし、MCAレコードに移籍した後、8年ぶりのアルバム『サード・ステージ』に収録して発表した。すなわちレコーディングから発表まで6年の歳月を要した楽曲である。12弦ギターの部分はショルツの演奏による。
1978年以来の公式シングルとして同アルバムから最初にカットされた。彼等のMCAレコードからのシングル第一弾に相当する。1980年代のシングル曲だったにも拘わらず、アメリカではプロモーションビデオが制作されなかった。一方、バンドがアルバム『サード・ステージ』をプロモートしていた際のイギリスのテレビに対するインタビューでは、終わりに近い数分間の2つのビデオが放映された。メンバーは出演せず、ボストンの地平線上を飛ぶバンドの宇宙船のロゴの場面が特別編集され、カメラに向かって微笑むモデルが登場する。1つは本物と見まがう宇宙船をジョン・ハンコック・タワーに衝突しかけているものである。

## 評価
プロモーションビデオが制作されなかったにも拘わらず、アメリカとカナダで彼等にとって最高チャートを記録した。1986年11月に2週連続でBillboard Hot 100で1位となり、1980年代以降にプロモーションビデオなしで同チャートの1位を記録した珍しい例になった。メインストリーム・ロックでは、同年10月に3週連続1位、RPMマガジンズ・トップシングルスやアダルト・コンテンポラリーでも1位に輝いた。
前述のビデオが放映されたイギリスでは、シングルチャートに入らなかった。
5,000ユニット以上を売り上げ、カナディアン・レコーディング・インダストリー・アソシエーションによってゴールドに認定された。

## チャート
| チャート (1986年)                    | 最高位 |
| ------------------------------------ | ------ |
| オーストラリア                       | 25     |
| カナダ・アダルト・コンテンポラリー   | 1      |
| カナダ・トップシングルス             | 1      |
| ドイツ (メディア・コントロールAG)    | 46     |
| オランダ (Single Top 100)            | 22     |
| ニュージーランド (Recorded Music NZ) | 32     |
| ノルウェー (VG-lista)                | 10     |
| スイス (Schweizer Hitparade)         | 12     |
| US Billboard Hot 100                 | 1      |
| US Mainstream Rock                   | 1      |
| US Adult Contemporary (Billboard)    | 13     |